# Azilia affinis
Azilia affinis är en spindelart som beskrevs av Octavius Pickard-Cambridge 1893.
Azilia affinis ingår i släktet Azilia och familjen käkspindlar. Inga underarter finns listade i Catalogue of Life.